# 배광식
배광식(裵珖植, 1959년 7월 19일~)은 대한민국의 정치인이다. 대구 북구청장이다. 2014년 선거에서 당선되었으며, 2018년·2022년 재선되었다.

## 생애
배광식은 1959년 7월 19일 경상북도 의성군에서 태어났다. 의성에서 봉양중학교를 졸업하고 그 후 대구 친척집 봉덕동에서 동생과 함께 유학을 하며 능인고등학교를 졸업했다. 이후 경북대학교 행정학과 학사를 수료하고 육군보병학교를 졸업하였다.
1982년 제26회 행정고시를 합격했고 이듬해 통일부 행정사무관으로서 공직을 시작했다. 1994년 대구광역시청 사회진흥과 과장을 시작으로 1998년부터 2001년까지 최연소 대구광역시청 경제산업국장으로 재직했다. 2001년 대구시 경제국장으로서 EXCO를 중심으로 한 북구 산격동의 유통단지를 본격 추진하던 중 암 판정을 받고 치료했으나 다음해 비강암 재발 판정을 받는다. 담당의사로부터 의학적으로 사망선고나 다름없는 통보를 받았지만 가족과 함께 암 투병을 이겨냈다. 그러나 얼굴비대칭과 왼쪽눈 실명으로 인한 4급 시각장애를 얻게 되었다.
2004년 대구광역시청 행정관리국 국장, 2004년부터 2006년까지 대구광역시 남구청 부구청장, 2008년부터 2011년까지 대구광역시 수성구 부구청장, 2012년부터 2014년 2월까지 대구광역시 북구 부구청장으로 재직했다. 2014년 6월 4일 제6회 전국동시지방선거에서 대구 북구청장에 당선되었다.

## 학력
- 1975: 봉양중학교
- 1978: 능인고등학교
- 1982: 경북대학교 행정학과 학사
- 1982: 육군보병학교 졸업

## 경력
- 1982 제26회 행정고시 합격
- 1983~1990 통일부 행정사무관
- 1994 대구광역시청 사회진흥과 과장
- 1995~1997 대구광역시청 경제정책과 과장
- 1998~2001 대구광역시청 경제산업국 국장
- 2001~2002 대구광역시청 환경녹지국 국장
- 2004 대구광역시청 행정관리국 국장
- 2004~2006 대구광역시 남구청 부구청장
- 2008~2011 대구광역시 수성구청 부구청장
- 2012~2014.2 대구광역시 북구청 부구청장
- 2014.6~ 제29·30·31대 대구광역시 북구청장
- 2020.09~2022.06: 전국시장·군수·구청장협의회 지역공동회장 겸 대구 협의회장
- 2020.09~2022.06: 전국시장·군수·구청장협의회 공동회장

## 역대 선거 결과
|  | 68.39% |

|  | 49.11% |

|  | 77.66% |